# HNK Hajduk Split
HNK Hajduk Split  este un club de fotbal din Split, Croația. Echipa susține meciurile de acasă pe stadionul Poljud cu o capacitate de 35.000 de locuri.

## Istorie

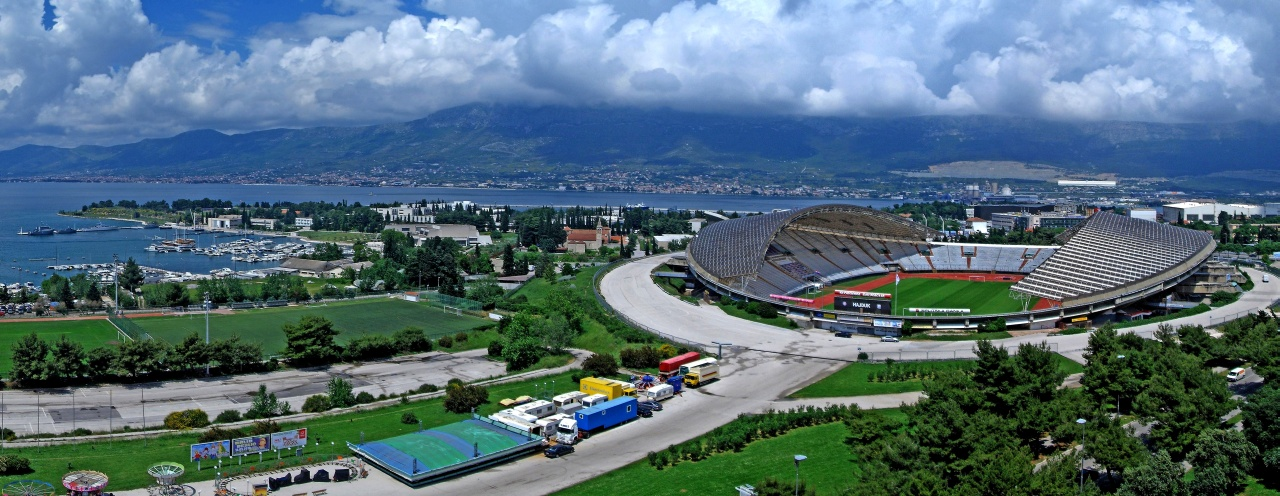
Panoramă a stadionului Poljud.

Clubul a fost fondat în faimosul pub ceh vechi de secole U Fleků din Praga (atunci parte a Imperiului Austro-Ungar) de un grup de studenți din Split: Fabijan Kaliterna, Lucijan Stella, Ivan Šakić și Vjekoslav Ivanišević. După ce au văzut meciul de fotbal dintre AC Sparta și SK Slavia au mers la U Fleků și au decis că este cazul ca orașul lor natal să aibă un club de fotbal. Ei erau conștienți de cât de popular era fotbalul în Split și cât de bine jucau prietenii lor.
Clubul a fost înregistrat oficial pe 13 februarie 1911. Numele provine de la haiduci, bandiți romanticizați, care au luptat cu Turcii otomani. Fondatorii au proiectat ulterior emblema clubului, iar un grup de măicuțe catolice de la o mănăstire din Split au creat copii care erau distribuite fanilor.
Suporterii lui Hajduk erau în mare parte naționaliști croați. Acesta este motivul pentru care clubul are specific numele de „Hrvatski nogometni klub” (Club de fotbal croat) și are stema Croației încorporată în logo. Hajduk a cunoscut pentru prima oară gloria la sfârșitul anilor douăzeci, când a câștigat două campionate ale Iugoslaviei, distrugând dominația cluburilor din Belgrad și Zagreb. Pentru a protesta împotriva ocupației italiene din timpul celui de-al doilea război mondial, clubul nu a mai participat la nicio competiție fotbalistică, cu toate că au fost invitați să joace în prima ligă italiană, această ofertă includea construirea unui stadion nou de către autoritățile italiene gratis, care ar fi fost donat clubului.

## Palmares
- Semifinalista Cupei UEFA: 
  - 1983/84
- Semifinalista Cupei Cupelor UEFA: 
  - 1972/73

- Campionatul Croației (8):
  - 1940/41, 1946, 1992, 1993/94, 1994/95, 2000/01, 2003/04, 2004/05

- Campionatul Iugoslaviei (9):
  - 1927, 1929, 1950, 1952, 1954/55, 1970/71, 1973/74, 1974/75, 1978/79

- Cupa Croației (8): 
  - 1992/93, 1994/95, 1999/00, 2002/03, 2009/10, 2012/13, 2021/22, 2022/23

- Cupa Iugoslaviei (9):

1966/67, 1971/72, 1972/73, 1973/74, 1975/76, 1976/77, 1983/84, 1986/87, 1990/91 
- Supercupa Croației (5): 
  - 1992, 1992/93, 1993/94, 1994/95, 2003/04, 2004/05

## Europa
- UEFA Europa League
  -  Faza Grupelor (1) : 2011